# 近江盆地

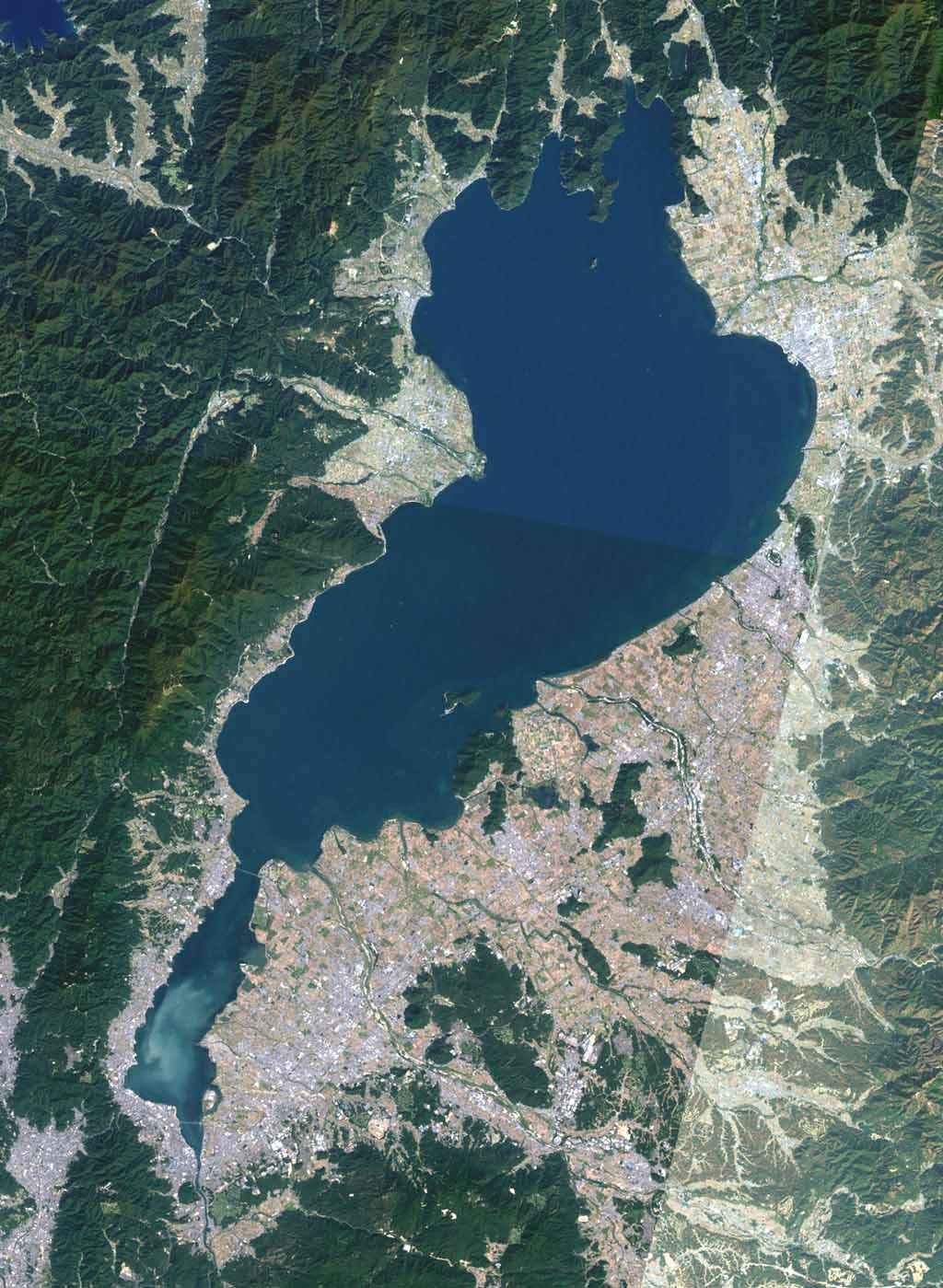
近江盆地的航空照

近江盆地，占据日本近畿地方滋贺县的中部和南部，西临比良山地，东邻铃鹿山脉，西北临野坂山地。因为断层而形成的巨大盆地，中央低地有日本最大的湖——琵琶湖。湖东地方与湖南地方为广大的平原，日本滋贺县交通、产业中枢。农业发达，有著名的近江米。